# Canton de Canisy
Le canton de Canisy est une ancienne division administrative française, située dans le département de la Manche et la région Basse-Normandie.

## Histoire
De 1833 à 1848, les cantons de Canisy  et de Marigny avaient le même conseiller général. Le nombre de conseillers généraux était limité à trente par département.

## Représentation

### Conseillers généraux de 1833 à 2015
| Période | Période      | Identité                                                  | Étiquette      | Qualité                                                                                              |
| ------- | ------------ | --------------------------------------------------------- | -------------- | --- |
| 1833    | 1848         | Félix Samson-la-Valesquerie                               | Libéral        | Grand propriétaire terrien à Saint-Ébremond-de-Bonfossé et dans d'autres communes                    |
| 1848    | 1864         | Comte Hervé de Kergorlay                                  | Bonapartiste   | Avocat et exploitant agricole à Canisy, député (1852-1863)                                           |
| 1864    | 1871         | Stanislas du Chatel                                       |                | Maire du Mesnil-Herman                                                                               |
| 1871    | 1874 (décès) | Comte Hervé de Kergorlay                                  | Bonapartiste   | Avocat et exploitant agricole à Canisy, député (1852-1863)                                           |
| 1874    | 1901 (décès) | Léon Yver de la Vigne-Bernard                             | Droite         | Maire de Saint-Martin-de-Bonfossé, conseiller d'arrondissement                                       |
| 1901    | 1935 (décès) | François André                                            | RG             | Éleveur, maire de La Mancellière-sur-Vire                                                            |
| 1936    | 1940         | Michel Yver (petit-fils de Léon Yver de la Vigne-Bernard) | URD puis PSF   | Agriculteur à Saint-Martin-de-Bonfossé                                                               |
|         |              |                                                           |                | |
| 1945    | 1979 (décès) | Michel Yver                                               | Indépendant    | Sénateur (1948-1979), conseiller régional (1974-1979), maire de Saint-Martin-de-Bonfossé (1940-1979) |
| 1979    | 2001         | Fernand Le Rachinel                                       | UDF-PR puis FN | Imprimeur, député européen (1994-1999)                                                               |
| 2001    | 2008         | Eugène Fontaine                                           | SE             | Maire de Saint-Ébremond-de-Bonfossé                                                                  |
| 2008    | 2015         | Étienne Viard                                             | SE             | Cadre de banque, maire de Canisy depuis 1995, président de la CC du Canton de Canisy jusqu'en 2008   |

Le canton participe à l'élection du député de la première circonscription de la Manche avant et après le redécoupage des circonscriptions de 2010.

### Conseillers d'arrondissement (de 1833 à 1940)
| Période                                  | Période | Identité                      | Étiquette | Qualité |
| ---------------------------------------- | ------- | ----------------------------- | --------- | --- |
| 1833                                     | 1848    | Auguste Jean François Ozenne  |           | Juge de paix, propriétaire à Gourfaleur                                                                     |
|                                          |         |                               |           | |
| 1871                                     | 1874    | Léon Yver de La Vigne-Bernard |           | Propriétaire à Saint-Martin-de-Bonfossé                                                                     |
|                                          |         |                               |           | |
| 1913                                     | 1940    | Auguste Marie                 |           | Propriétaire, maire de Quibou                                                                               |
| 1940                                     |         |                               |           | Les conseils d'arrondissement ont été suspendus par la loi du 12 octobre 1940 et n'ont jamais été réactivés |
| Les données manquantes sont à compléter. |         |                               |           | |

## Composition

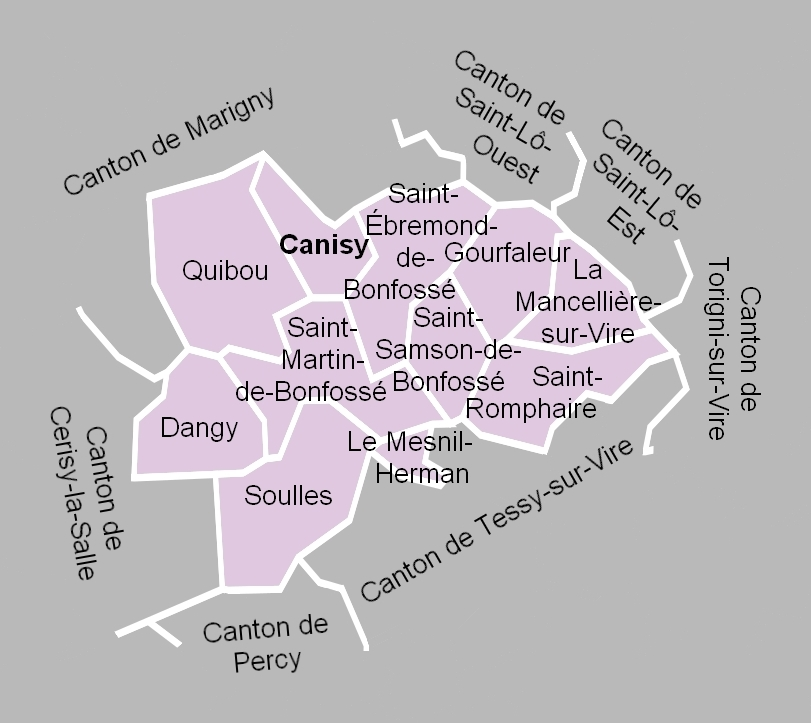
La carte des communes du canton. Les cantons limitrophes étaient ceux de Marigny, de Saint-Lô-Ouest, de Saint-Lô-Est, de Torigni-sur-Vire, de Tessy-sur-Vire, de Percy et de Cerisy-la-Salle.

Le canton de Canisy comptait 7 174 habitants en 2012 (population municipale) et groupait onze communes :
- Canisy ;
- Dangy ;
- Gourfaleur ;
- La Mancellière-sur-Vire ;
- Le Mesnil-Herman ;
- Quibou ;
- Saint-Ébremond-de-Bonfossé ;
- Saint-Martin-de-Bonfossé ;
- Saint-Romphaire ;
- Saint-Samson-de-Bonfossé ;
- Soulles.

À la suite du redécoupage des cantons pour 2015, toutes les communes sont rattachées au canton de Saint-Lô-2.

### Ancienne commune
La commune de Saint-Sauveur-de-Bonfossé, absorbée en 1832 par Saint-Martin-de-Bonfossé, était la seule commune supprimée, depuis 1795, incluse dans le territoire du canton de Canisy.

## Démographie
| 1962  | 1968  | 1975  | 1982  | 1990  | 1999  | 2006  | 2011  | 2012  |
| ----- | ----- | ----- | ----- | ----- | ----- | ----- | ----- | ----- |
| 5 991 | 5 876 | 5 526 | 5 942 | 6 341 | 6 263 | 6 801 | 7 169 | 7 174 |